# Ptygura rotifer
Ptygura rotifer is een raderdiertjessoort uit de familie Flosculariidae. De wetenschappelijke naam van deze soort is voor het eerst geldig gepubliceerd in 1898 door Stenroos.